# Fiat-Revelli Modelo 1935
La Fiat-Revelli Modelo 1935 fue una versión revisada de la Modelo 1914, que equipó al Regio Esercito en la Primera Guerra Mundial.

## Descripción

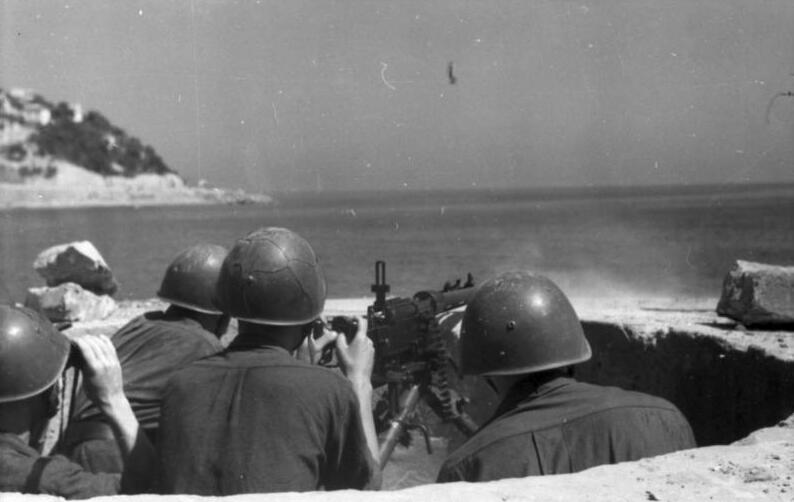
Soldados italianos disparando una Fiat-Revelli Modelo 1935, 1944.

La ametralladora tenía una longitud promedio de 1.270 mm, incluyendo su cañón de 654 mm. Descargada, pesaba 18,14 kg. Al igual que la Modelo 1914, la Modelo 1935 es un sistema de armas compuesto por la ametralladora, el trípode y la cinta de balas, por lo que necesitaba un equipo de varios soldados para emplearla.
La Modelo 1914 fue ampliamente utilizada durante la Primera Guerra Mundial, pero sus defectos (peso excesivo, enfriamiento por agua y el poco potente cartucho 6,5 x 52 Mannlicher-Carcano) se hacían cada vez más patentes con el paso del tiempo; mientras el Regio Esercito empezaba a desarrollar la nueva Breda M37, vio que era conveniente modernizar las muchas ametralladoras Modelo 1914. La Modelo 1935 trató de eliminar algunos de estos defectos al optar por una alimentación mediante cinta, enfriamiento por aire y, tras un fallido intento, eliminar la bomba de aceite para lubricar los cartuchos como en la ametralladora ligera Breda M30 (pero algunas fuentes afirman que, al igual que la Modelo 1914, esta arma aún tenía este problemático diseño, que no es mencionado en ningún manual técnico). Además, la ametralladora era proclive a disparar sola cuando el cañón se sobrecalentaba.
El recalibrado al calibre 8 mm y la adopción de alimentación mediante cinta lograron mejorar tanto el poder de parada como la cadencia de disparo de la ametralladora; sin embargo, se atascaba con frecuencia.